# 1. ŽNL Dubrovačko-neretvanska
1. ŽNL Dubrovačko-neretvanska predstavlja ligu petog ranga hrvatskog klupskog nogometa. Sudionici ovog natjecanja su nogometni klubovi na području najjužnije hrvatske županije, Dubrovačko-neretvanske. Aktualni prvak je ONK Metković. 
U ligi sudjeluje dvanaest klubova, a održava se u periodu jesenske i proljetne polusezone dvokružnim sistemom. Pobjednik lige ide u doigravanje za 3. NL – Jug sa prvacima liga u organizaciji ŽNS Zadarskog, ŽNS Šibensko-kninskog i ŽNS Splitsko-dalmatinskog. Posljednji klub ispada u 2. ŽNL. 
Liga je također bila poznata i pod nazivima Liga Nogometnog saveza Županije Dubrovačko-neretvanske ili Županijska liga Dubrovačko-neretvanska. Također se može smatrati nasljednicom prijašnjih liga koje su pokrivale današnji prostor Dubrovačko-neretvanske županije  – Dalmatinska liga – Južna skupina,  Međuopćinska nogometna liga Dubrovnik – Metković – Korčula – Lastovo, Prvenstvo ONS Dubrovnik i sl.

## Sudionici

### Sezona 2020./2021.
- NK Croatia – Gabrili, Konavle
- NK Gusar – Komin, Ploče
- NK Hajduk 1932 – Vela Luka
- NK Konavljanin – Čilipi, Konavle
- NK Maestral – Krvavac, Kula Norinska
- ONK Metković – Metković
- NK Orebić – Orebić (Prvak iz 2019./20.)
- HNK Slaven – Gruda
- NK Sokol – Dubravka, Konavle
- ŠD Smokvica – Smokvica
- NK Žrnovo – Žrnovo, Korčula
- NK Župa dubrovačka – Čibača, Župa dubrovačka

### Bivši sudionici  (1997./98. – 2018./19.)
- NK Neretva - Metković
- GOŠK Dubrovnik 1919 - Dubrovnik
- NK Jadran LP - Ploče
- BŠK Zmaj Blato - Korčula
- NK Neretvanac - Opuzen
- NK Grk Potomje
- NK Omladinac Lastovo
- SOŠK Ston 1919 - Ston
- HNK Dubrovnik
- NK Velebit, Močići
- NK Cavtat
- NK Purniković
- NK Iskra, Janjina
- NK Rat Kuna Pelješka
- NK Faraon Trpanj
- NK Enkel Popovići

## Dosadašnji prvaci
| sezona          | rang | broj klubova | prvak                  | napomene                      |
| --------------- | ---- | ------------ | ---------------------- | ----------------------------- |
| 2024./25.       | 5.   | 12           | Konavljanin Čilipi     |                               |
| 2023./24.       | 5.   | 12           | Župa dubrovačka Čibača |                               |
| 2022./23.       | 5.   | 12           | Slaven Gruda           | Kvalifikacije za 3. NL – Jug  |
| 2021./22.       | 4.   | 12           | Metković               |                               |
| 2020./21.       | 4.   | 12           | Metković               | Kvalifikacije za 3. HNL – Jug |
| 2019./20.       | 4.   | 12           | Orebić                 | prekinuto zbog COVID-19       |
| 2018./19.       | 4.   | 12           | Croatia Gabrili        |                               |
| 2017./18.       | 4.   | 14           | Neretva Metković       | Kvalifikacije za 3. HNL – Jug |
| 2016./17.       | 4.   | 13           | Župa dubrovačka Čibača | Kvalifikacije za 3. HNL – Jug |
| 2015./16.       | 4.   | 12           | GOŠK Dubrovnik 1919    | Kvalifikacije za 3. HNL – Jug |
| 2014./15.       | 4.   | 12           | Slaven Gruda           | Kvalifikacije za 3. HNL – Jug |
| 2013./14.       | 4.   | 13           | Jadran Ploče           | Kvalifikacije za 3. HNL – Jug |
| 2012./13. – ŽNS | 4.   | 6            | Dubrovnik 1919         |                               |
| 2012./13. – HNS | 4.   | 7            | Gusar Komin            | Kvalifikacije za 3. HNL – Jug |
| 2011./12.       | 5.   | 6            | Dubrovnik 1919         |                               |
| 2010./11.       | 5.   | 8            | Croatia Gabrili        |                               |
| 2009./10.       | 5.   | 8            | SOŠK Ston              |                               |
| 2008./09.       | 5.   | 10           | Dubrovnik 1919         |                               |
| 2007./08.       | 5.   | 8            | Croatia Gabrili        |                               |
| 2006./07.       | 5.   | 8            | Sokol Dubravka         |                               |
| 2005./06.       | 4.   | 10           | Slaven Gruda           | Promocija 4. HNL – Jug A      |
| 2004./05.       | 4.   |              | Neretvanac Opuzen      |                               |
| 2003./04.       | 4.   |              | Hajduk Vela Luka       |                               |
| 2002./03.       | 4.   |              |                        |                               |
| 2001./02.       | 4.   | 13           | Gusar Komin            | Kvalifikacije za 3. HNL – Jug |
| 2000./01.       | 4.   | 13           | Konavljanin Čilipi     | promocija u 3. HNL – Jug      |
| 1999./00.       | 4.   | 14           | Dubrovnik              | Promocija u 3. HNL – Jug      |
| 1998./99.       | 4.   | 14           | GOŠK 1919 Dubrovnik    |                               |
| 1997./98.       | 4.   |              |                        |                               |

## Ostale lige na području Dubrovačko-neretvanske županije
Lige koje odgovaraju statusu 1. ŽNL Dubrovačko-neretvanske, ili više lige u kojima u se natjecali samo klubovi s područja Dubrovačko-neretvanske županije ili u zajedničkoj ligi klubova Splitsko-dalmatinske županije.
| sezona    | liga                             | rang | klubova | prvak             | napomene                                               |
| --------- | -------------------------------- | ---- | ------- | ----------------- | ------------------------------------------------------ |
| 2011./12. | 4. HNL – Jug C                   | 4.   | 6       | Župa dubrovačka   | doigravanje s pobjednicima lige Jug A i Jug B          |
| 2010./11. | 4. HNL – Jug B                   | 4.   | 16.     | Val Kaštel Stari  | doigravanje s pobjednikom lige Jug A                   |
| 2009./10. | 4. HNL – Jug DN                  | 4.   | 10.     | BŠK Zmaj Blato    | doigravanje s pobjednicima lige Jug – SD i Jug – ŠK/ZD |
| 2008./09. | 4. HNL – Jug A                   | 4.   | 12.     | Uskok Klis        |                                                        |
| 2007./08. | 4. HNL – Jug A                   | 4.   | 11.     | RNK Split         |                                                        |
| 2006./07. | 4. HNL – Jug A                   | 4.   | 8.      | Neretvanac Opuzen |                                                        |
|           |                                  |      |         |                   |                                                        |
| 1996./97. | 3. HNL – Jug – Južna skupina     | 4.   |         |                   |                                                        |
| 1995./96. | 3. HNL – Jug – Južna skupina     | 4.   |         |                   |                                                        |
| 1994./95. | 3. HNL – Jug – Južna skupina     | 3.   |         |                   |                                                        |
| 1993./94. | Dalmatinska liga – Južna skupina | 4.   |         |                   |                                                        |
| 1992./93. | Dalmatinska liga – Južna skupina | 4.   |         |                   |                                                        |
| 1992.     | Dalmatinska liga – Južna skupina | 4.   |         |                   |                                                        |

## Vanjske poveznice
- Nogometni savez županije Dubrovačko-neretvanske
- facebook.com, 1. ŽNL Dubrovačko-neretvanske županije
- sportnet.hr forum, 1.ŽNL Dubrovačko-neretvanske županije  Arhivirana inačica izvorne stranice od 17. veljače 2020. (Wayback Machine)
- semafor.hns.family
- sofascore.com, 1. ŽNL Dubrovačko-neretvanska